# Bismarckviertel Steglitz

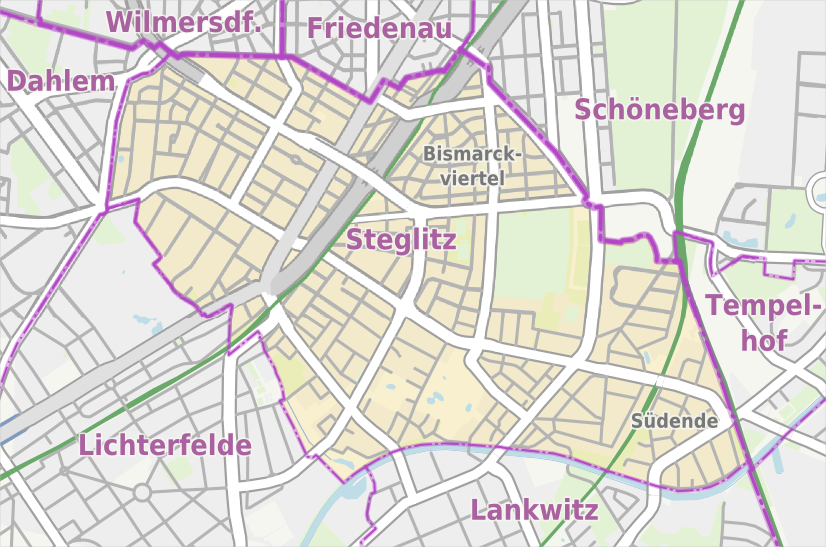
Karte von Steglitz mit Bismarckviertel

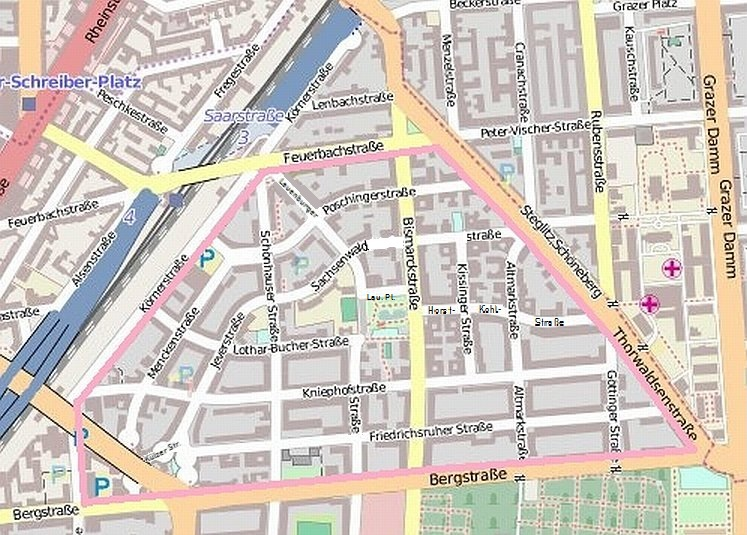
Lage der Straßen und Plätze im markierten Bismarckviertel (von OSM)

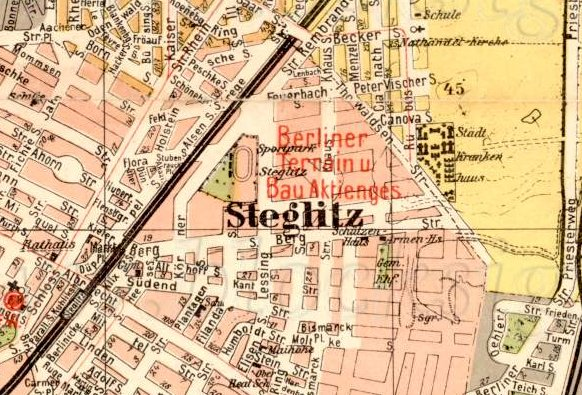
Berlin-Steglitz, 1907 – Ausschnitt

Das Bismarckviertel ist eine Ortslage des Berliner Ortsteils Steglitz im Bezirk Steglitz-Zehlendorf am nordöstlichen Rand an der Grenze zum Ortsteil Schöneberg. Die Namen der 15 Straßen in diesem Bereich haben alle einen Bezug zu Otto von Bismarck.

## Geografische Lage
Begrenzt wird das Bismarckviertel
- im Süden von der Bergstraße,
- im Nordwesten von der Körnerstraße,
- im Norden von der Feuerbachstraße,
- im Nordosten von der Thorwaldsenstraße.

Die genannten Straßen gehören selbst nicht zum Bismarckviertel.

## Geschichte
Im Jahr 1899 war das gesamte Gelände noch unbebaut. 1905 entstand die Radrennbahn Steglitz in der Körnerstraße. Ein Plan von 1907 zeigt die Lage der Radrennbahn als Sportpark Steglitz im heutigen Bismarckviertel. Die Anlage der Straßen zwischen der Lauenburger Straße und der Körnerstraße lässt die Form noch erahnen.
Zwischen den Jahren 1908 und 1910 wurden die Straßen benannt (siehe Straßenliste), das Gelände erschlossen und die ersten Häuser gebaut. Der Erste Weltkrieg verhinderte die vollständige Bebauung. In der Nähe der Stammbahn waren die Gebäudeverluste durch Bombentreffer des Zweiten Weltkriegs hoch. Das Aufbauprogramm der 1950er Jahre schloss die ersten Lücken. Eines der letzten freien Grundstücke an der Feuerbach- Ecke Lauenburger Straße wurde 2013 mit einer Seniorenresidenz bebaut.

## Übersicht der Straßen und Plätze mit deren Ursprung
| Straßenname            | 00Name seit   | Ursprung                                                                                         |
| ---------------------- | ------------- | ------------------------------------------------------------------------------------------------ |
| Altmarkstraße          | 18. Juli 1908 | Bismarck stammt aus Schönhausen/Altmark                                                          |
| Bismarckstraße         | um 1896       | Hauptstraße des Bismarckviertels                                                                 |
| Friedrichsruher Platz  | 15. Jan. 1910 | Gut Friedrichsruh seit 1871 im Besitz Bismarcks, Standort der Lukas-Kirche                       |
| Friedrichsruher Straße | 18. Juli 1908 | Bismarck-Mausoleum und -Museum in Friedrichsruh                                                  |
| Göttinger Straße       | 18. Juli 1908 | Bismarck studierte 1832–1835 in Göttingen                                                        |
| Horst-Kohl-Straße      | 18. Juli 1908 | Horst Kohl publizierte Bismarcks Schriften und Reden                                             |
| Jeverstraße            | 9. Feb. 1910  | Bismarck-Museum der „Getreuen von Jever“                                                         |
| Kissinger Straße       | 18. Juli 1908 | Bad Kissingen war Bismarcks Kurort, er schrieb 1877 dort das Kissinger Diktat                    |
| Kniephofstraße         | 18. Juli 1908 | Kniephof, Dorf in Hinterpommern, zeitweise im Besitz von Otto von Bismarck                       |
| Külzer Straße          | 9. Feb. 1910  | Külz, Rittergut der Familie von Bismarck in Hinterpommern                                        |
| Lauenburger Platz      | 15. Jan. 1910 | Otto von Bismarck war ab 1890 Herzog zu Lauenburg                                                |
| Lauenburger Straße     | 18. Juli 1908 | Otto von Bismarck war ab 1890 Herzog zu Lauenburg                                                |
| Lothar-Bucher-Straße   | 18. Juli 1908 | Lothar Bucher schrieb Bismarcks Memoiren                                                         |
| Menckenstraße          | 9. Feb. 1910  | Luise Wilhelmine, geb. Mencken (1790–1839), Mutter Otto von Bismarcks                            |
| Poschingerstraße       | 18. Juli 1908 | Heinrich von Poschinger schrieb über Bismarck                                                    |
| Sachsenwaldstraße      | 4. Sep. 1908  | Schloss Friedrichsruh im Sachsenwald                                                             |
| Schönhauser Straße     | 18. Juli 1908 | Schönhausen, Bismarcks Geburtsort                                                                |
| Lenbachstraße          | 22. Aug. 1904 | Franz von Lenbach malte Bismarck (Übergang vom Bismarckviertel zum „Malerviertel“ in Schöneberg) |

## Verkehrsanbindungen
Zwischen 1912 und 1914 verkehrte ein Oberleitungsbus zwischen dem Bahnhof Steglitz (heute: Bahnhof Rathaus Steglitz), der Bergstraße, Bismarckstraße bzw. später Altmarkstraße und Thorvaldsenstraße bis Knausplatz. Die Bismarckstraße wurde von 1914 bis März 1961 in voller Länge von den Straßenbahnlinie 87 (bis 1923) beziehungsweise 88 (ab 1923) befahren, die dann durch die Autobuslinie A75 ersetzt wurde. Durch die Feuerbach- und Bismarckstraße fuhren jahrzehntelang die Buslinien A2 und A2E bzw. A81. Aktuell fährt dort die Linie 181. Durch die Bergstraße fuhr seit Oktober 1959 die Buslinie A68 – aktuell ist es die Linie 170. Durch Feuerbach- und Thorwaldsenstraße fährt derzeit die Linie M76 – früher 76 bzw. 176 –, von 1995 bis 2020 die Schnellbuslinie X76, deren Vorläufer von 1957 bis 1966 die Schnellbuslinie AS2 war.
Die S-Bahn-Züge der Linie S1 halten am S-Bahnhof Feuerbachstraße an der Nordwestecke des Bismarckviertels.

## Einrichtungen

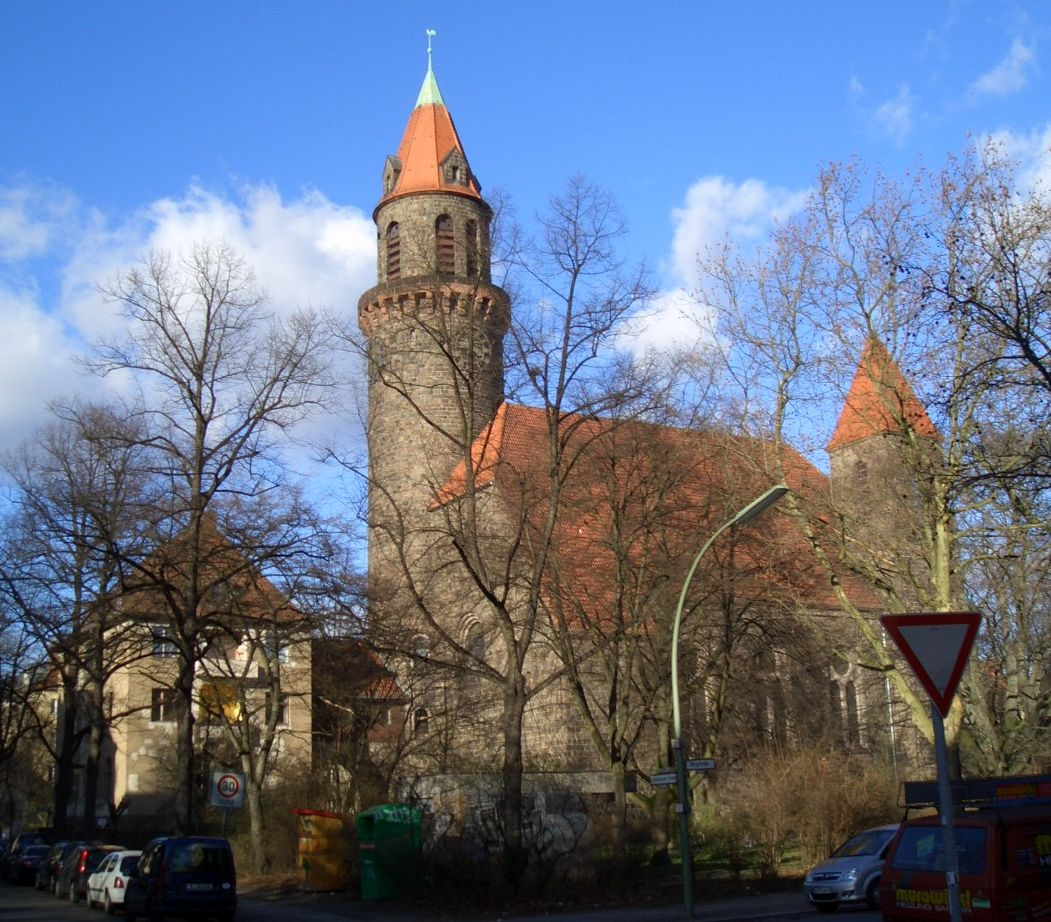
Die Lukaskirche im Bismarckviertel

- Sachsenwald-Grundschule, Sachsenwaldstraße 20/21[26]
- Jugend- und Familienzentrum, Jeverstraße 9[27]
- Lukaskirche am Friedrichsruher Platz
- Lauenburger Teich[28]